# كندارم 2
كندارم 2 بالإنجليزية (Canadarm 2) هي جزء من مساهمة كندا في محطة الفضاء الدولية (ISS). هذه الذراع الآلية التي يبلغ طولها 17 متراً شاركت على نطاق واسع في تجميع المحطة الدولية التي تدور في المدار حول الأرض.
توجد هذه الذراع الألية الآن على متن محطة الفضاء الدولية (ISS). وقد تم إطلاقها إلى المحطة في عام 2001. ويعتبر رائد الفضاء الكندي ستيف ماكلين أول كندي يشغل الذراع الآلية كندارم 2.

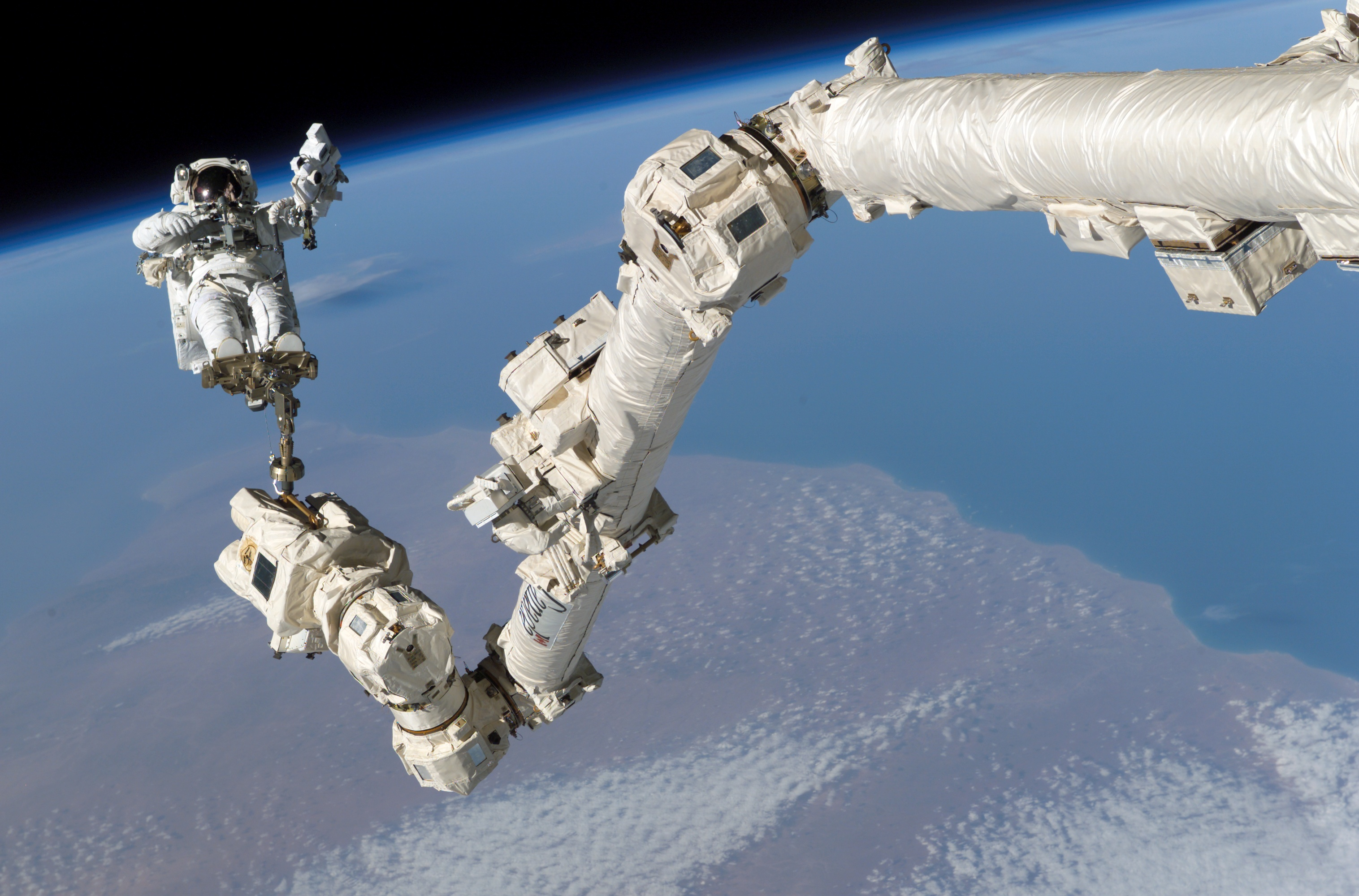
رائد الفضاء ستيفن روبينسون في نهاية الذراع الروبوتية كندارم 2، 2005.

شعار الحكومة الكندية الذي يظهر على جانب الذراع الروبوتية كندارم 2.

## المهام
لعبت كندارم 2 دورًا رئيسيًا في تجميع المحطة الدولية وصيانتها، وهي تقوم بنقل وتحريك المعدات والإمدادات حول المحطة، وتدعم رواد الفضاء أثناء تنفيذ مهامهم خارج المحطة، كما تقوم بتحريك الحمولات الأخرى المرتبطة بالمحطة وتستخدم في عمليات الصيانة الخارجية.
يتلقى رواد الفضاء تدريباً متخصصاً لتمكينهم من أداء هذه الوظائف واستخدام الذراع الروبوتية على أكمل وجه.

## آلية العمل
في كل نهاية من كندارم 2، توجد قبضة ترتبط مع عدد من الكابلات التي يتم شدها لضمان الإمساك بالأشياء جيدًا. تسمح القبضة والكابلات للذراع الروبوتية بالسيطرة على ما تمسكه بقوة كما تسبتها على المحطة الدولية.

## الحركة على المحطة الدولية
يمكن بسهولة للذراع الألية كندارم 2 أن تكون قادرة على التحرك في أي مكان تحتاج إلى الوصول له حول المحطة الدولية. ويمكن استخدام أي من طرفيها كنقطة ارتباط بينما يقوم الطرف الآخر بتنفيذ مهام متنوعة.
يتم ربط طرف التثبيت بواسطة أداة تثبيت. توجد هذه الأدوات في عدد من النقاط الرئيسية على الهيكل الخارجي للمحطة.
توفر كل أدات تثبيت:
- القوة التي تحتاجها الذراع للعمل.
- نقل البيانات.
- الاتصال عن طريق الفيديو.

يمكن لكندارم 2 أن تصل إلى كل التجهيزات والمعدات خارج المحطة، ولها القدرة على أن تنتقل على طول السطح الخارجي لمحطة الفضاء الدولية.
كندارم 2 هي ذراع روبوتية قوية جدًا. يمكنها التعامل مع حمولات قد يصل وزنها إلى 116000 كيلوغرام أي ما يعادل وزن ثماني حافلات مدرسية.

## مميزات خاصة
تتكون كندارم 2 من أجزاء يمكن استبدالها في الفضاء. فإذا تآكلت أجزاؤها أو مكوناتها أو تعطلت أو فشلت في تنفيذ مهامها، فيمكن تبديلها بشكلٍ فردي.
- في يونيو 2002 تم استبدال أحد مفاصل لفة المعصم.
- في عامي 2017 و 2018، قام رواد الفضاء بتزويد هذه الذراع بمجموعة جديدة من محابس الإغلاق النهائي أو القبضات.

تم تصميم الذراع الروبوتية كندارم 2 ليتم تجديدها في المدار لأن هذه التكنولوجيا الكندية لن تعود أبدًا إلى الأرض.

## التحكم
يمكن التحكم بكندارم 2 من قبل رواد الفضاء على متن محطة الفضاء الدولية. كما يمكن تشغيلها والتحكم بها من قبل فريق أرضي موجود في مقر وكالة الفضاء الكندية أو وكالة ناسا.

## تقنيات مستوحاة
أدت الذراع الروبوتية الكندية كندارم 2 إلى تطوير العديد من التقنيات التي تفيد حياتنا على كوكب الأرض:
- نوروآرم NeuroArm وهو أول روبوت في العالم قادر على إجراء جراحة الدماغ داخل جهاز التصوير بالرنين المغناطيسي.
- IGAR وهي التكنولوجيا الدقيقة التي لديها القدرة على تسريع تشخيص سرطان الثدي وعلاجه.
- Modus V وهو مجهر رقمي روبوتي ساهم في تغيير طريقة إجراء العمليات الجراحية في المستشفيات.

## وصلات خارجية
- الموقع الرسمي لوكالة الفضاء الكندية

1. ↑  وصلة مرجع: https://www.asc-csa.gc.ca/eng/iss/canadarm2/data-sheet.asp.
2. 1 2 3  وصلة مرجع: https://www.nasa.gov/sites/default/files/atoms/files/np-2015-05-022-jsc-iss-guide-2015-update-111015-508c.pdf. الصفحة: 49.
3. 1 2 3  وصلة مرجع: https://directory.eoportal.org/web/eoportal/satellite-missions/i/iss-mss.
4. 1 2 3  وصلة مرجع: https://www.asc-csa.gc.ca/eng/iss/canadarm2/about.asp.
5. ↑  وصلة مرجع: https://www.nasaspaceflight.com/2021/02/mda-canadarm3-commercial-robotics/.
6. ↑  وصلة مرجع: https://www.nasa.gov/image-article/this-week-nasa-history-canadarm2-installed-space-station-april-22-2001/.
7. ↑  وصلة مرجع: https://www.americaspace.com/2021/04/19/nice-round-number-remembering-the-arrival-of-canadarm2-20-years-on/.
8. ↑  وصلة مرجع: http://www.spacenet.on.ca/data/pdf/canada-in-space/mss-ds.pdf.